# Laghetto di Giffarrone
Il laghetto di Giffarrone, conosciuto anche come laghetto Giffarò è un lago artificiale nato per uso irriguo della provincia di Caltanissetta, collocato tra le città di Caltanissetta, Delia e Sommatino.
La costruzione del lago è avvenuta verso la metà del Novecento e prende il nome dalla Contrada Giffarò in cui si trova.
Il 30 novembre 2019, è stata avvistata nelle profondità del laghetto un automobile che, con l’intervento immediato dei vigili del fuoco, è stata tirata fuori. Rimane un mistero come sia finita dentro il lago, poiché non ci sono sentieri abbastanza grandi da permettere il raggiungimento dello stesso attraverso mezzi di trasporto.

## Fauna e flora
Intorno agli anni Settanta sono stati inseriti all'interno del laghetto i carassi dorati, le tinche e negli anni successivi, anche le Carpe ed i persici trota, che hanno reso l'invaso molto frequentato dai pescatori sportivi della zona, grazie anche alla sua facile raggiungibilità e alla tranquilla bellezza del posto. 
Nel 2018, l'eccessiva frequentazione del luogo da parte di popolazioni Rom, amanti della carne di pesce, ha portato alla totale scomparsa delle carpe, delle tinche e dei carassi che erano presenti.
Attualmente nel lago sono presenti solo pochi persici trota, in attesa di un prossimo ripopolamento ittico.
La vegetazione vicina al lago inoltre, ospita durante la stagione invernale una vasta varietà di uccelli migratori che nidificano.
Attorno alle rive la vegetazione alta e la molteplicità di pini offrono molta ombra nei mesi più caldi.